# 津布良神社
津布良神社（つぶらじんじゃ）は、伊勢神宮皇大神宮（内宮）の末社。水の神を祀る神社で、内宮の禰宜を務め鎮座地周辺を開拓した荒木田氏との関係が深い。

## 概要
三重県度会郡玉城町積良（つむろ）に鎮座する。鎮座地の「積良」とは墳墓を意味し、荒木田氏の墳墓が山麓にある。玉城町にある13の内宮摂末社のうちの1社である。内宮の末社16社のうち、鴨下神社に次ぐ第2位である。
3反3畝15歩（≒3,322m2）ある社地は大きな森に囲まれている。周囲に石積みをめぐらせ、整然としている。神明造の社殿は灌漑用の池を見下ろす位置に建つ。
祭神は、津布良比古命（つぶらひこのみこと）と津布良比賣命（つぶらひめのみこと）。両神とも大水上命（おおみなかみのみこと）の子で、田野の水の神とされる。

## 歴史
『皇太神宮儀式帳』によれば、倭姫命が津布良神社を定め、御刀田（神田）を宛てたという。室町時代には、山宮祭（後述）の直会が雨天時に津布良神社拝殿で行われたという記録が残っている。戦国時代以降、社地すら不明となってしまう。津布良神社が廃絶している間に、地域住民は八王子社（八柱神社）を氏神としてその境内地に建てた。
明治に入ると、神宮は八柱神社を津布良神社に比定し、津布良神社へ改称するよう求めた。積良村の住民はこれに反発し、もし八柱神社を津布良神社に改称するのであれば、同じ境内にもう1つ社殿を建設し、その社殿を八柱神社として村に任せるよう主張した。1873年（明治6年）8月に、八柱神社はそのままとし、新しく津布良神社の社殿を境内に建設することで交渉が妥結した。翌1874年（明治7年）、宇治山田神社・鴨下神社・大津神社とともに社殿が再興された。八柱神社は、1907年（明治40年）11月30日に外城田神社（後に東外城田神社）へ合祀された。
1896年（明治29年）5月に建て替えが行われた。2013年（平成25年）2月1日放送の三重テレビ放送の番組『お伊勢さん』第2回に津布良神社が登場した。

## 祭祀
内宮に合わせて、2月に祈年祭、6月と12月に月次祭、10月に神嘗祭、11月に新嘗祭が行われる。
かつては荒木田氏を祀る「先祖祭」が行われていた。また神社の南にある3つの谷では「山宮祭」が行われた。山宮祭では荒木田氏が神前に粢（しとぎ、米を水に浸して砕いた物）と木の芽の和え物を備えていた。3つの谷の1つである積良谷には榊の大木を石で囲んだ祭壇が残っており、荒木田氏による祭祀は途絶えたものの、地域住民によって4月3日に簡素化した祭が継続されている。

## 交通
公共交通
付近に鉄道駅やバス停留所はなく、鎮座地の積良集落までJR参宮線田丸駅より南西へ徒歩約1時間（約4.7km）、同線外城田駅より南へ徒歩約50分（約4.1km）離れている。集落内に「積良」と書かれた青い看板があり、この看板のある交差点を南下し少し進むと、左手に見える高台が津布良神社である。伊勢市観光協会によれば、神社へ至る道は分かりづらいという。1980年代には伊勢市駅から玉城町の野中行きの路線バスが運行され、「幸神」バス停が最寄りの停留所であった。
自家用車
伊勢自動車道玉城ICより約11分（約3.3km）。神社前の道は未舗装である。付近に駐車場はない。